# Magyarózd
Magyarózd (románul Ozd, németül Thürendorf) falu Romániában, Maros megyében.

## Fekvése
Marosludastól 13 km-re délre, az Ózd-patak völgyfőjében fekszik.

## Története
A falu 1332-ben már egyházas hely volt. Várkastélyát Pekry Lőrinc építtette 1682 előtt késő gótikus stílusban. Pekry felesége, Petrőczy Kata Szidónia az első ismert magyar költőnő volt. 1709 márciusában a császári csapatok megostromolták, elfoglalták és felgyújtották a kastélyt. Új birtokosa, Radák Ádám később újjáépíttette, 1962-ig jó állapotban volt, több intézmény működött benne. Az 1990-es években állították helyre. 1910-ben 946, túlnyomórészt magyar lakosa volt. A trianoni békeszerződésig Alsó-Fehér vármegye Marosújvári járásához tartozott. 1992-ben 433 lakosából 415 magyar, 18 román volt.

## Látnivalók
Az 1709 és 1732 között Radák Ádám által újjáépíttetett Pekri-kastély.

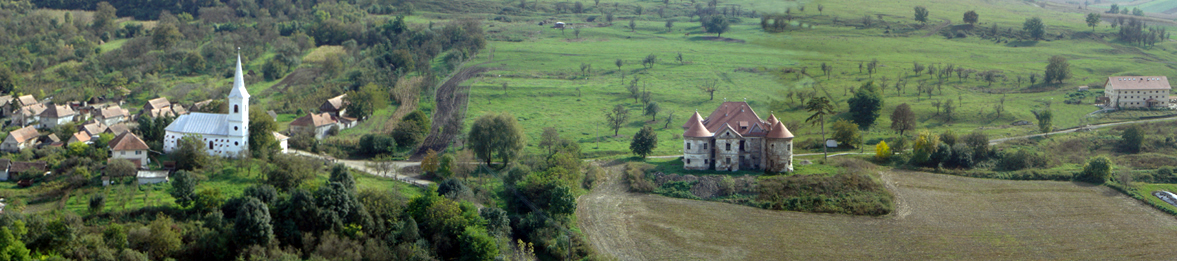
A magyarózdi Radák-Pekri kastély

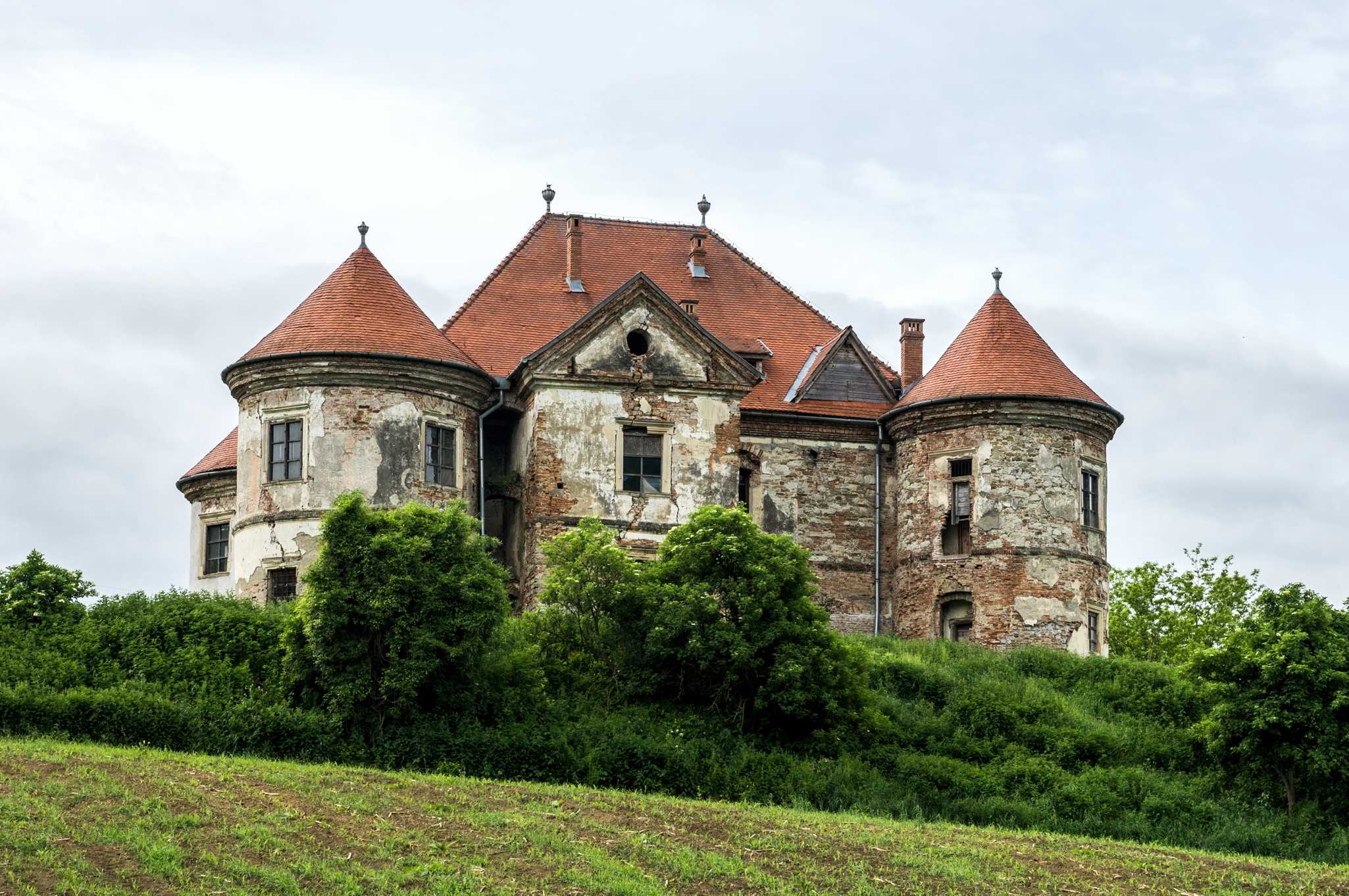
A Radák-Pekri kastély

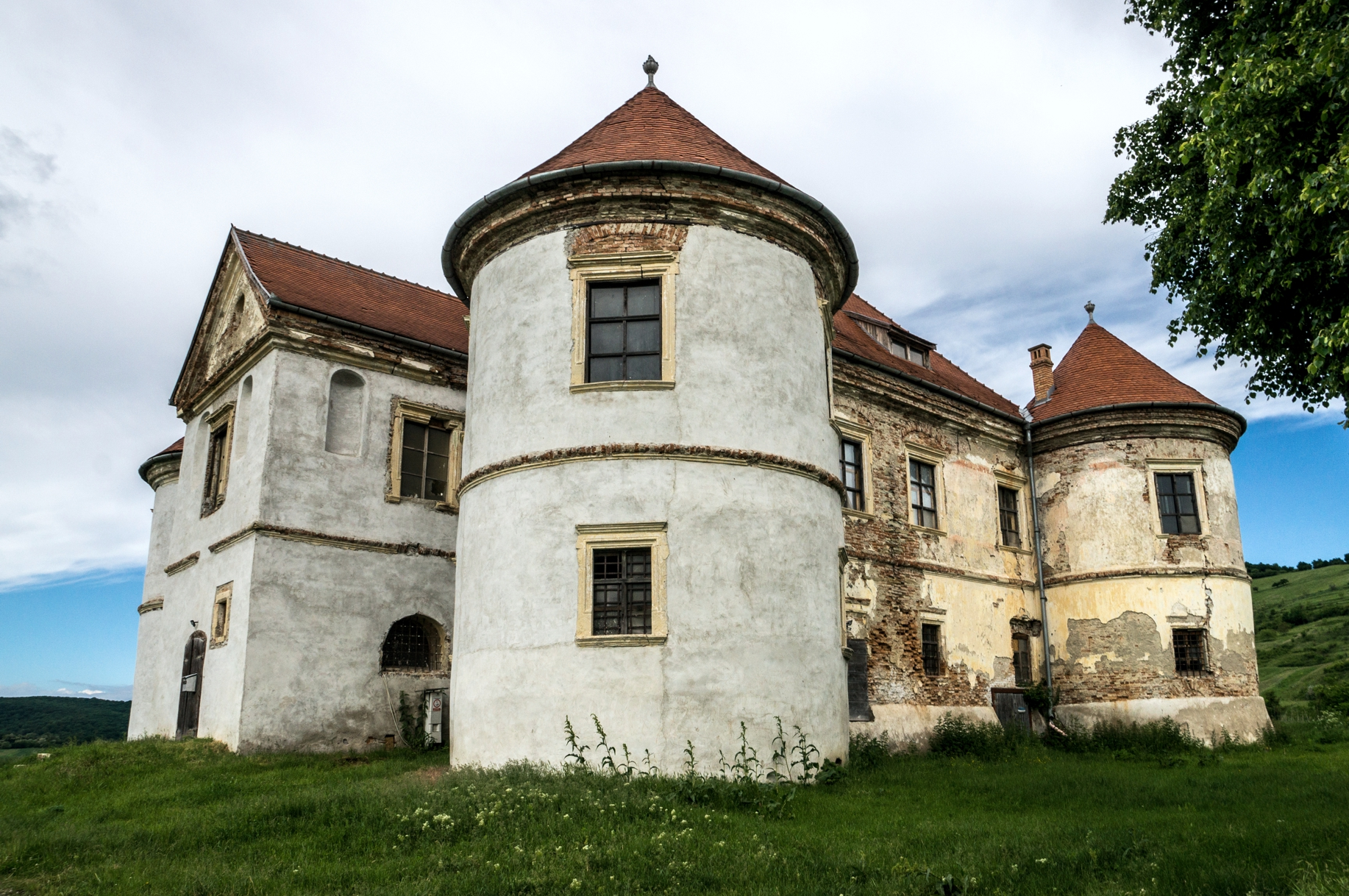
A Radák-Pekri kastély

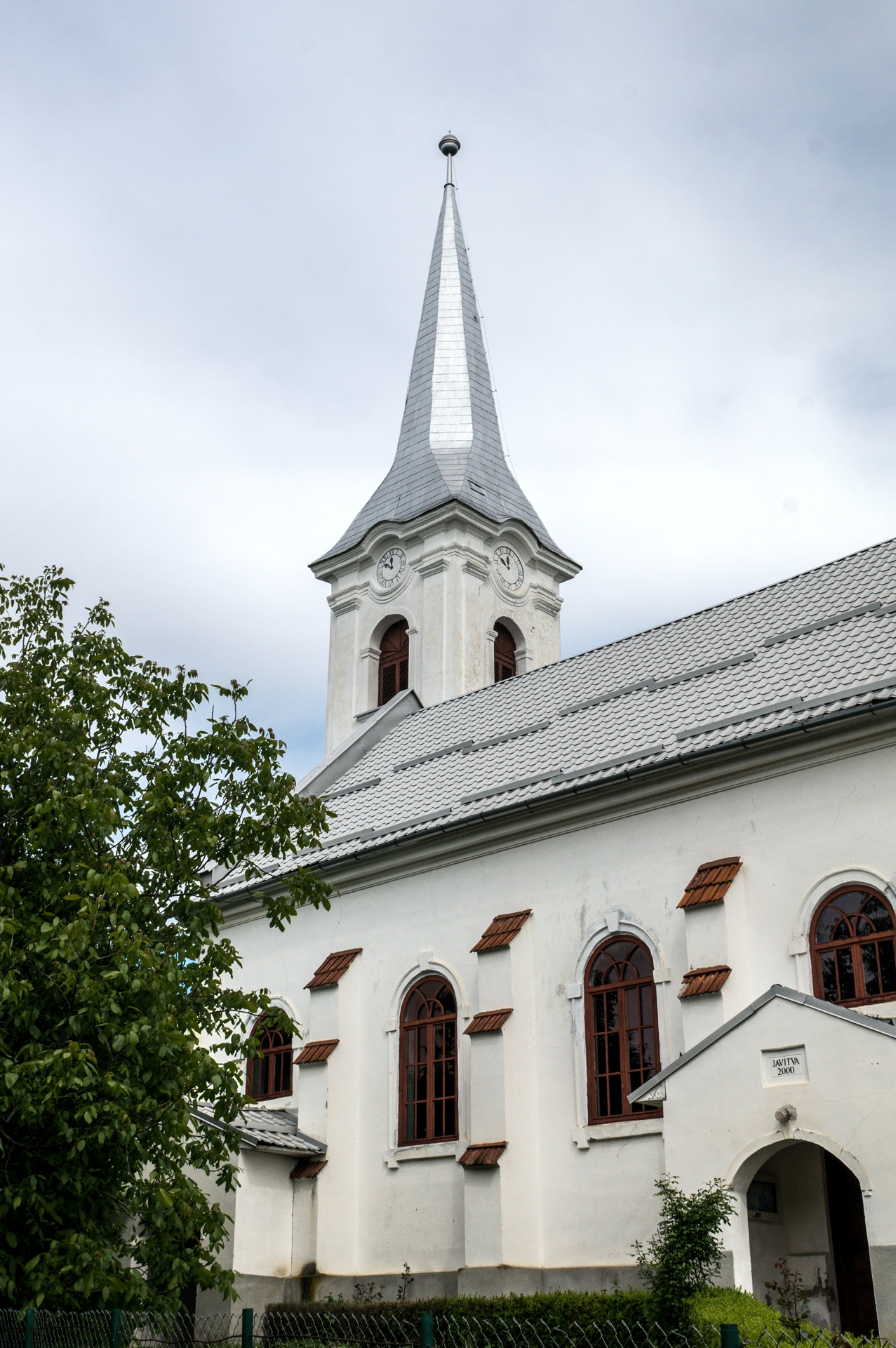
A református templom

## Híres emberek
- Itt született 1899. január 24-én Nagy András egyházi író, szerkesztő, református teológiai tanár.
- Itt született 1909. október 9-én Horváth István költő, író, Magyarózd falumonográfiájának, a Magyarózdi toronyaljának az írója.

## Partnerkapcsolat
- Ózd